# Dagowsee
Der Dagowsee ist ein kleiner See an den brandenburgischen Orten Neuglobsow und Dagow (beides Ortsteile von Stechlin) gelegen.

## Lage
Der See ist Teil des Naturpark Stechlin-Ruppiner Land. Im Süden befindet sich der Ort Neuglobsow, im Osten Dagow. Westlich befindet sich in 400 m Entfernung der Große Stechlinsee. Etwa 1200 m nordöstlich liegt der Petschsee. Der westliche und nördliche Uferbereich grenzen an ein Waldgebiet.

## Nutzung und Forschung
Der Dagowsee selbst dient vorrangig der Privatfischerei. Insbesondere sollen dort Karpfen, Schleien, Brassen, Hechte, Aale, Zander, Barsche und Welse vorhanden sein.
Der eutrophe See ist Forschungsobjekt des Leibniz-Instituts für Gewässerökologie und Binnenfischerei. Hier wurden vier Abschnitte mit jeweils zehn Metern Durchmesser geschaffen, die vollkommen vom restlichen See (hinsichtlich des Wassers) abgetrennt sind. Es werden Experimente mit unterschiedlichen Zuständen des planktischen Nahrungsnetzes auf die Sauerstoffsättigung und mikrobiologische Prozesse ebenso untersucht wie die Wirksamkeit chemischer Fällmittel zur Restaurierung von Seen.